# Pagara
Pagara fou un estat tributari protegit del tipus zamindari, al districte d'Hoshangabad, a les Províncies Centrals a les muntanyes Mahadeo. L'estat estava format per dotze pobles amb 1.720 habitants el 1881. El seu cap era un dels bhopes o guardians hereditaris del temple de Mahadeo, i pagava un tribut de deu lliures anyals al govern britànic.